# Uproszczenie grup spółgłoskowych
Uproszczenie grup spółgłoskowych – proces fonetyczny polegający na upodabnianiu się sąsiadujących ze sobą spółgłosek.
W języku polskim najintensywniejsze uproszczenie grup spółgłoskowych miało miejsce po zaniku jerów, gdy spółgłoski pierwotnie rozdzielone utworzyły grupy. Wtedy upodabniały się do siebie pod względem miękkości, dźwięczności i miejsca artykulacji; przy tym czasami dochodziło do zniknięcia którejś z nich.
Tak np. w języku polskim cztwarty > czwarty; w języku prasłowiańskim sъpnъ (od sъpati, pl. spać, + -nъ)  > sъnъ > pl. sen.